# Pound Syndrome
Albums de Hopsin
Knock Madness
(2013) No Shame
(2017)
Singles
1. Ill Mind of Hopsin 7
Sortie : 18 juillet 2014
2. Crown Me
Sortie : 31 mai 2015
3. FLY
Sortie : 8 juillet 2015

Pound Syndrome est le quatrième album studio du rappeur américain Hopsin, sorti le 24 juillet 2015.

## Liste des titres
Toutes les chansons sont écrites et composées par Hopsin.
| No  | Titre                             | Durée |
| --- | --------------------------------- | ----- |
| 1.  | The Pound (Intro)                 | 1:44  |
| 2.  | Forever III                       | 4:21  |
| 3.  | No Hope                           | 4:56  |
| 4.  | Ramona (feat. Jarren Benton)      | 4:26  |
| 5.  | Mr. Jones                         | 3:26  |
| 6.  | Fort Collins (feat. Dizzy Wright) | 4:30  |
| 7.  | No Words (Skit)                   | 1:37  |
| 8.  | Crown Me                          | 4:33  |
| 9.  | Ill Mind of Hopsin 7              | 5:40  |
| 10. | FV Till I Die (feat. SwizZz)      | 4:53  |
| 11. | My Love                           | 5:13  |
| 12. | No Fucks Given                    | 4:05  |
| 13. | FLY                               | 5:01  |
| 14. | I Just Can't                      | 4:24  |

## Classement hebdomadaire
| Classement (2015)                               | Meilleure position |
| ----------------------------------------------- | ------------------ |
| Australie (ARIA)                                | 15                 |
| Belgique (Flandre Ultratop)                     | 198                |
| Canada (Canadian Albums Chart)                  | 12                 |
| Nouvelle-Zélande (RIANZ)                        | 24                 |
| États-Unis (Top R&B/Hip-Hop Albums) [Billboard] | 6                  |
| États-Unis (Top Rap Albums) [Billboard]         | 4                  |